# Жълтолика мейна
Жълтоликата мейна (Mino dumontii) е вид птица от семейство Скорецови (Sturnidae).

## Разпространение и местообитание
Разпространен е в Индонезия, Папуа Нова Гвинея и Соломоновите острови.